# Les Matelles
 Les Matelles | é uma comuna francesa na região administrativa de Occitânia, no departamento de Hérault. Estende-se por uma área de 16,81 km², com 1429 habitantes, segundo os censos de 1999, com uma densidade de 85 hab/km².